# Tlemcen-moskén

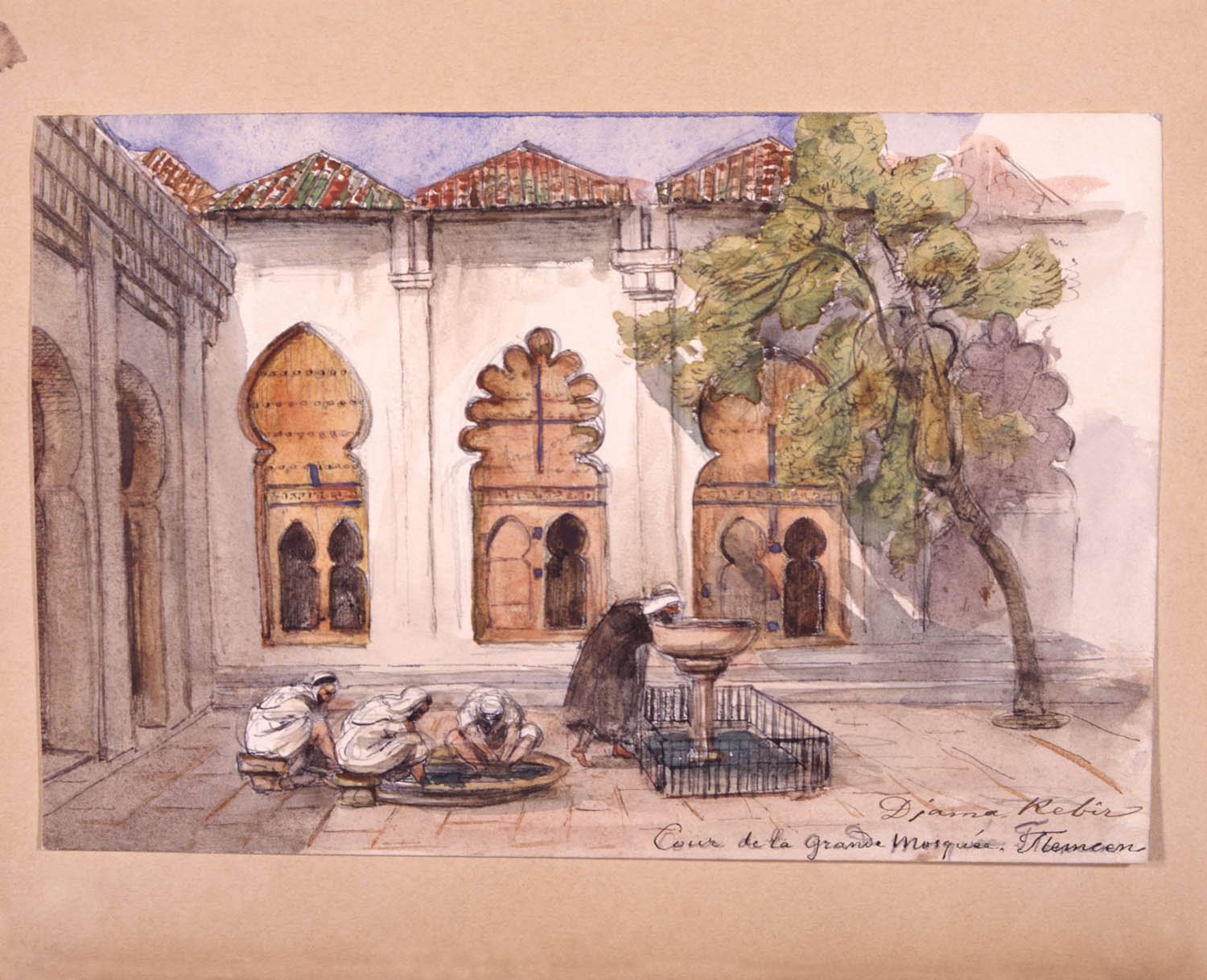
Teckning av en gudstjänst i Tlemcen-moskén på 1880-talet, av Fritz von Dardel.

Tlemcen-moskén (arabiska: الجامع الكبير لتلمسان) är en moskébyggnad i staden Tlemcen i Algeriet, uppförd 1082.
Moskén grundades av emiren Yusuf ibn Tashfin år 1082.